# Ейтвег
Ейтвег (нід. Uitweg) — селище в нідерландській провінції Утрехт. Входить до муніципалітету Лопік.
Його площа становить 1,00 км², а населення станом на 2021 рік складало 610 осіб.

## Галерея

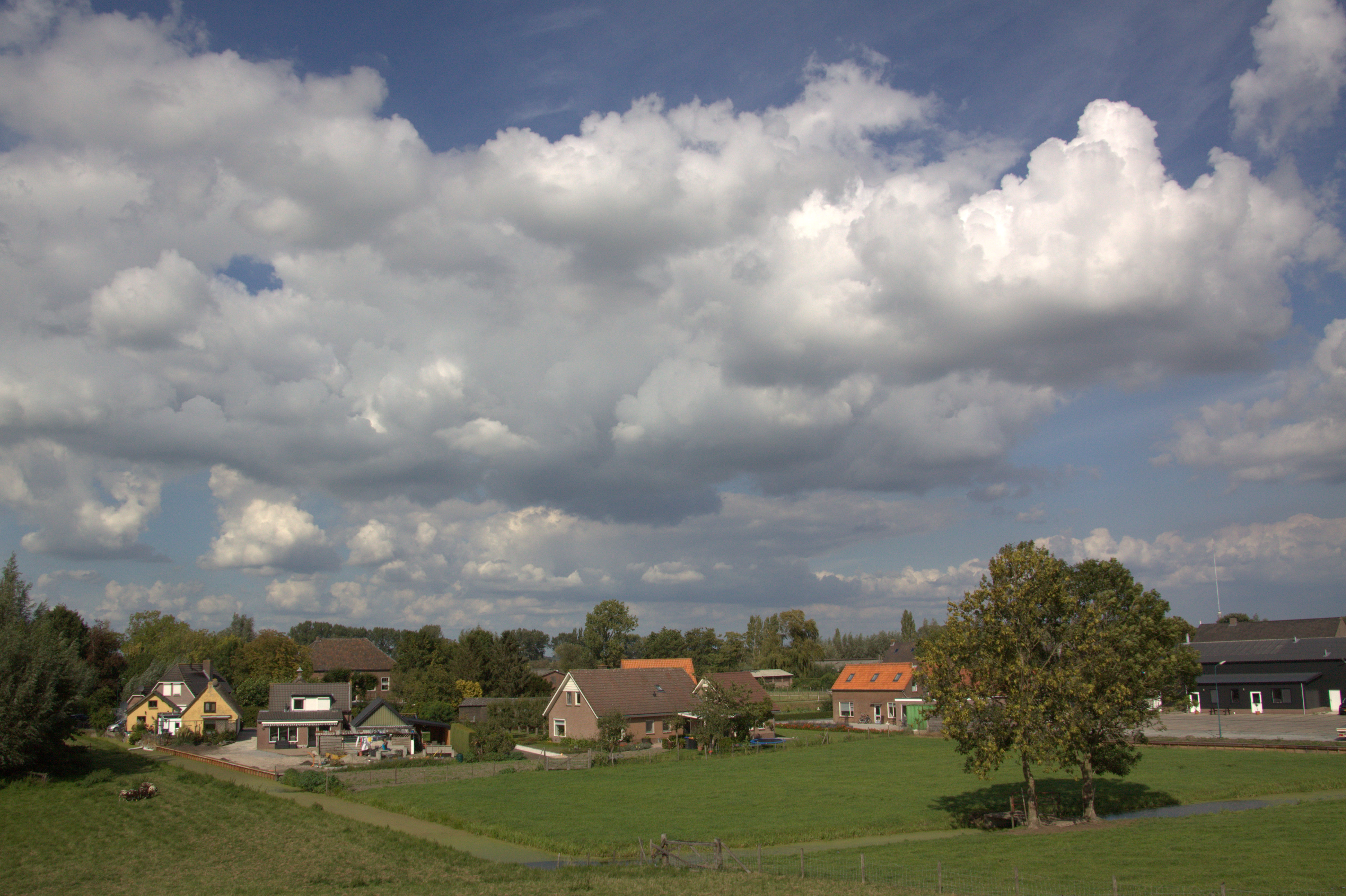
Панорама селища
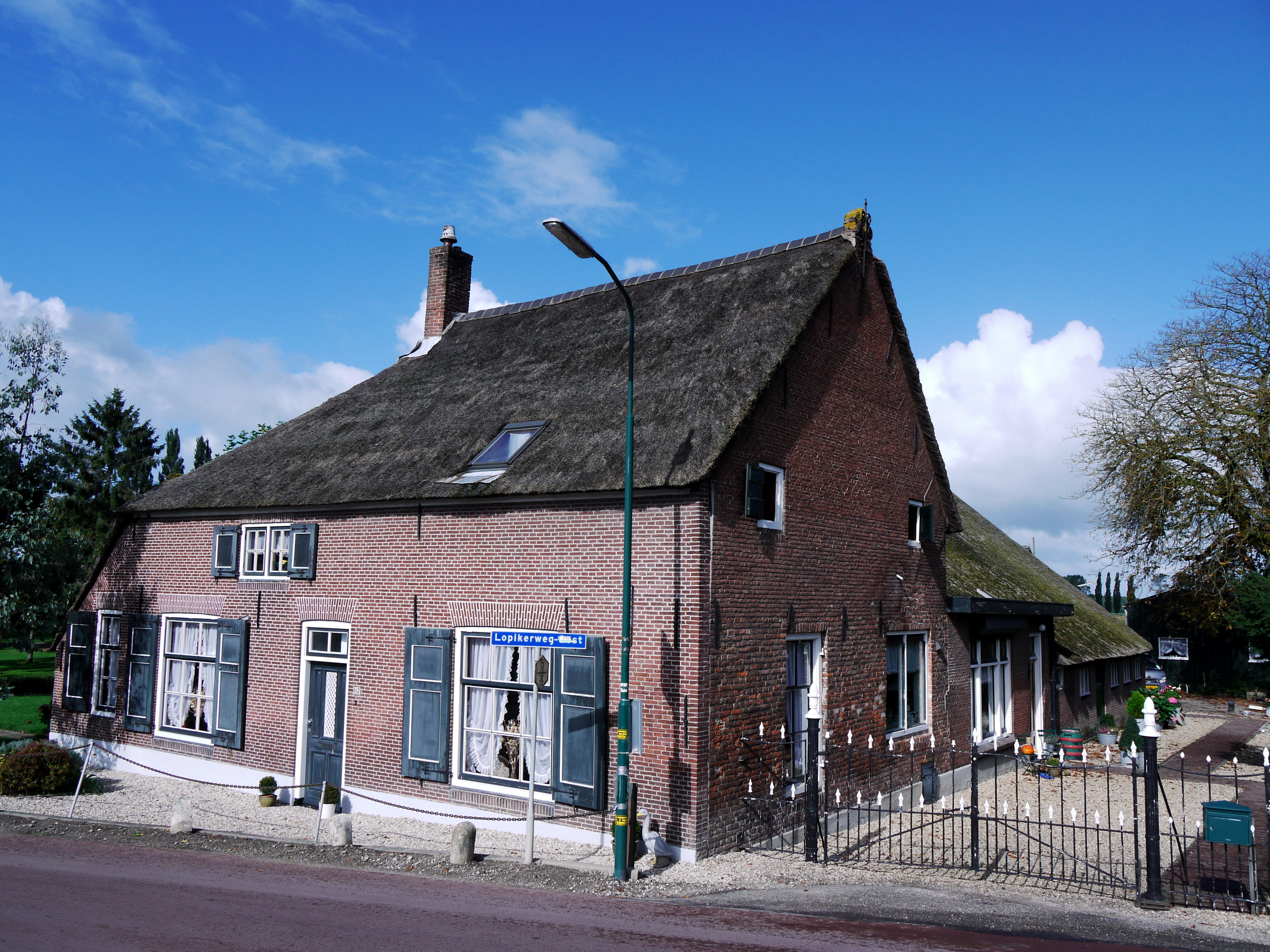
Ферма в Ейтвезі
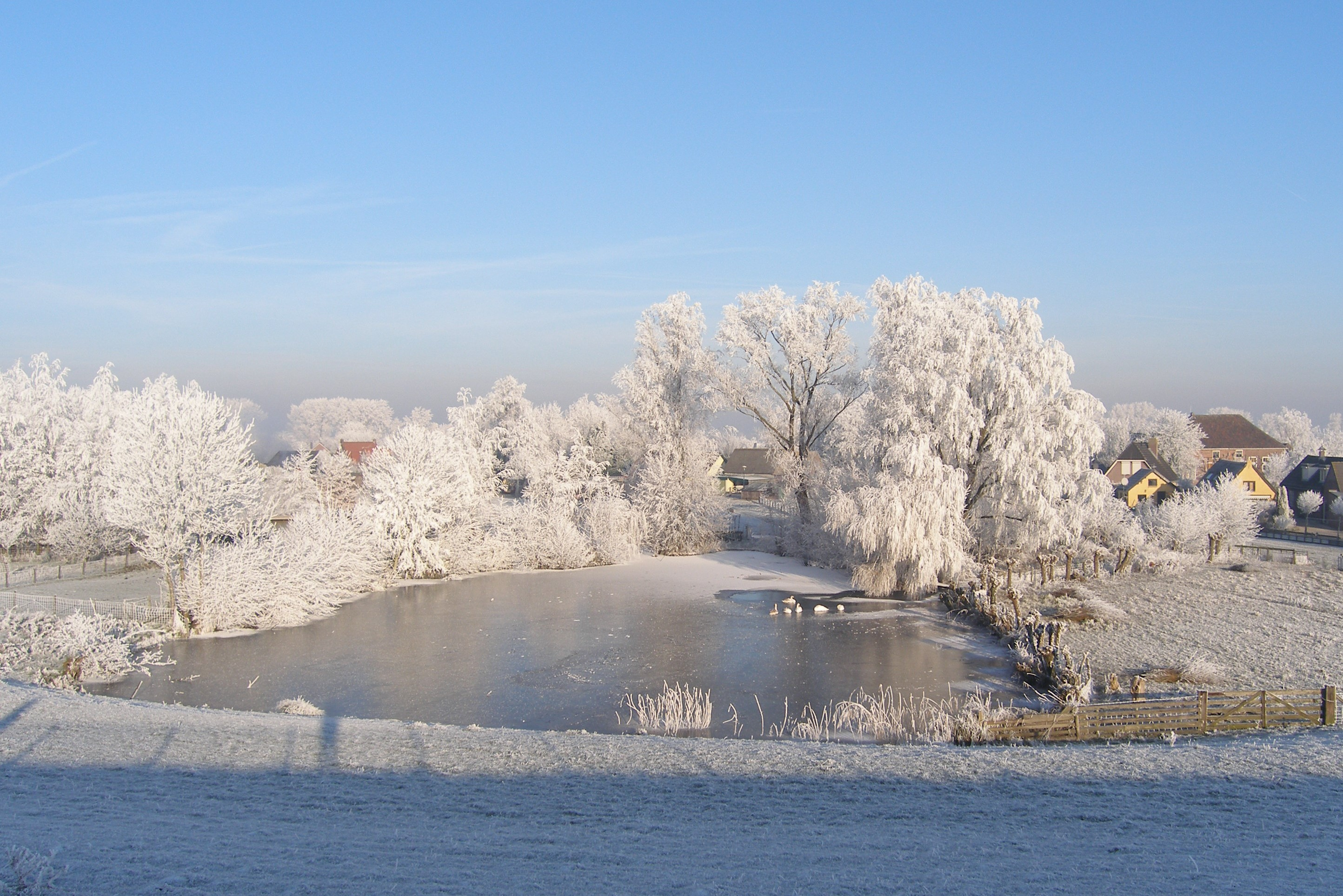
Селище взимку
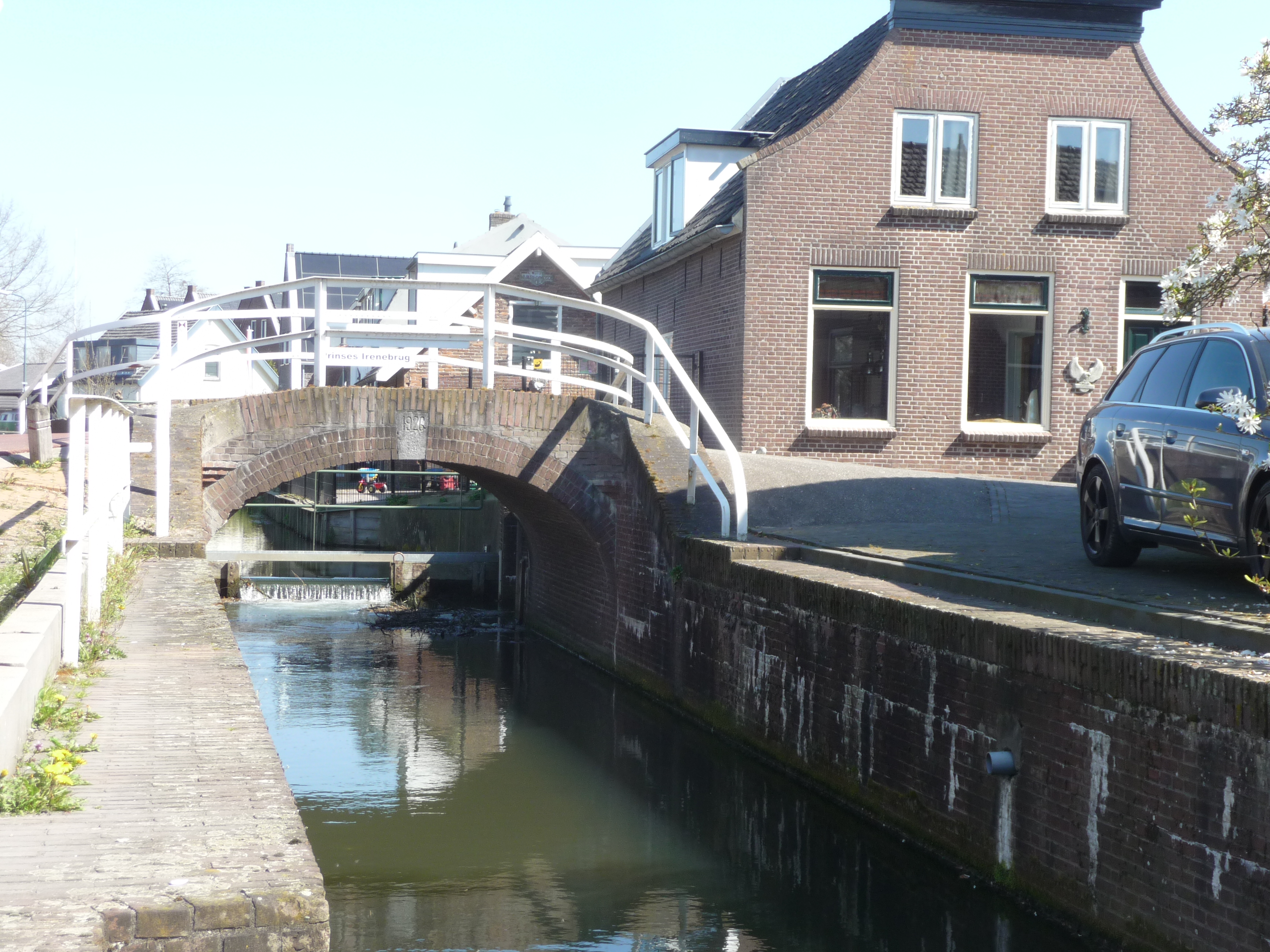
Вулична панорама